# Língua macalera
Macalero, Makalero ou Maklere é uma língua papua falada por cerca de 8 mil pessoas no distrito de Lautém de Timor Leste. Existem muitos tipos diferentes de dialetos macassai, mas estes agora são vistos como idiomas separados, tanto por seus falantes quanto por linguistas.

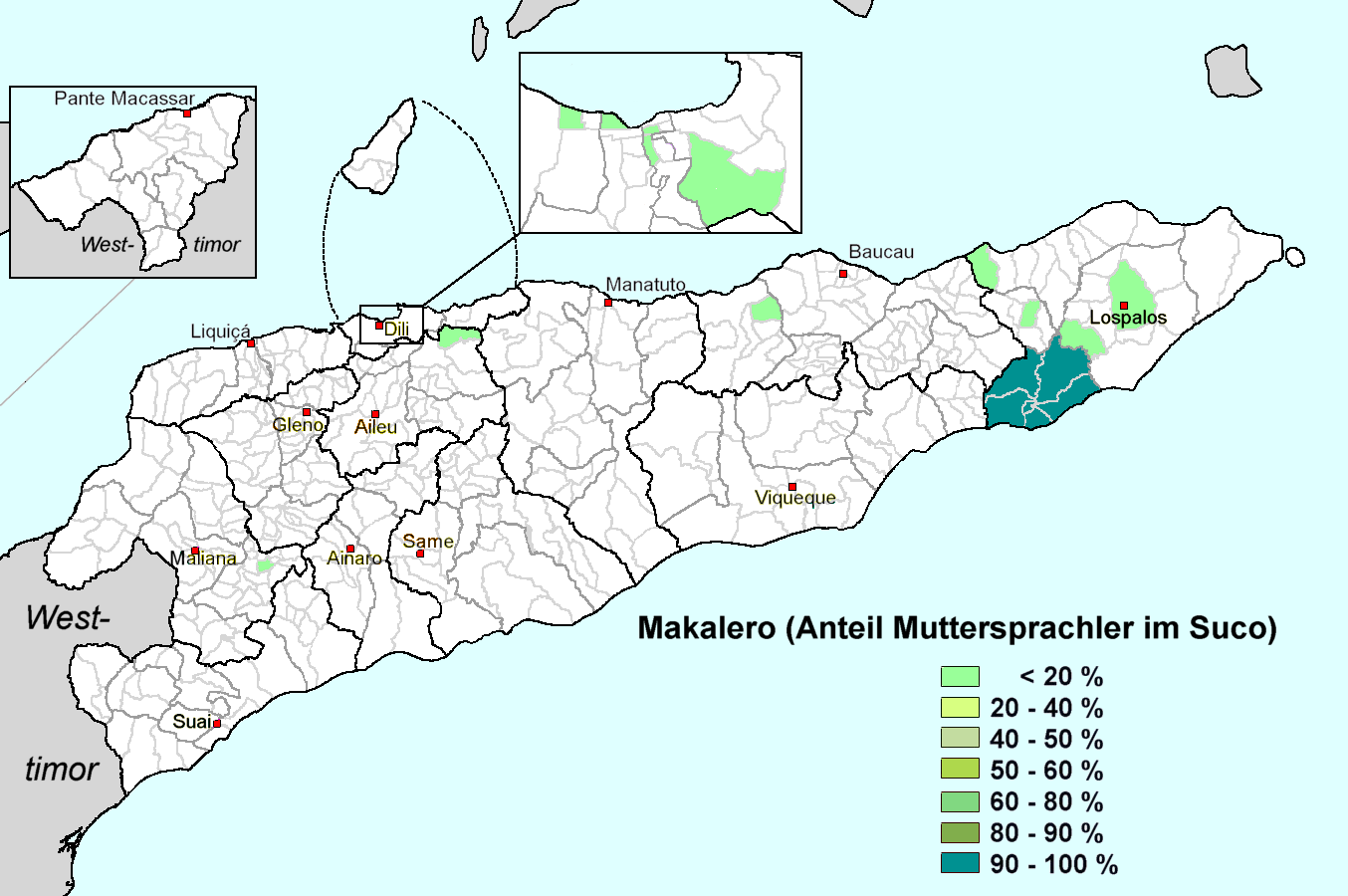
Distribuição de falantes da língua materna macalero em Timor Leste

## Fonologia
Os dados a seguir vêm de Huber (2017).

### Consoantes
Macalero tem 11 fonemas consonantais nativos.
|                     | Labial | Labial | Alveolar | Alveolar | Pós-alveolar | Pós-alveolar | Velar | Velar | Glotal | Glotal |
| ------------------- | ------ | ------ | -------- | -------- | ------------ | ------------ | ----- | ----- | ------ | ------ |
| Plosiva             | p      |        | t        |          | d̠            |              | k     |       | ʔ      |        |
| Fricativa           | f      |        | s        |          |              |              |       |       |        |        |
| Nasal               |        | m      |          | n        |              |              |       |       |        |        |
| Vibrante            |        |        |          | r        |              |              |       |       |        |        |
| Lateral aproximante |        |        |          | l        |              |              |       |       |        |        |

### Vogais

#### Monotongos
Makalero has five vowel phonemes. Most long vowels occur in predictable contexts; thus Huber argues long vowels are marginal phonemes at best.
|         | Anterior | Central | Posterior |
| ------- | -------- | ------- | --------- |
| Fechada | i (i:)   |         | u (u:)    |
| Medial  | e (e:)   |         | o (o:)    |
| Aberta  |          | a (a:)  |           |

As sílabas são comumente CV; alguns são CVC. Vogais epentéticas são frequentemente inseridas entre séries de duas consoantes, e vogais de eco são frequentemente adicionadas ao final de frases fonológicas.

## Escrita
A língua usa o alfabeto latino sem as letras Q, W, X, Y. As letras c, g, j, ng, z são usadas somente em palavras estrangeiras.

## Gramática
Todas as informações nesta seção são de Huber 2011.

### Categorias lexicais
Macalero não tem uma distinção definitiva de substantivo/verbo. Quase todas as palavras de conteúdo podem ser cabeças de Predicados Nominais bem como predicados. Nos exemplos a seguir, isit pode ser um predicado ou um.
| asi-atupusi                   | hai  | nomo | isit[2]:98 |
| 1s:POSS-barriga               | NSIT | NEG  | ill        |
| 'minha barriga não doeu mais' |      |      |            |
| Ki-isit=ee                                   | hai  | k-ua-misa[2]:98                |
| 3:POSS-ill=DEF                               | NSIT | 3:UND-no topo:RED-cresceu mais |
| ' A doença dele piorou' (lit. cresceu muito) |      |                                |
As palavras de conteúdo devem ser bimoraicas, ao contrário das palavras de função, que podem ser monomoraicas.

### Valência
Macalero tem apenas verbos avalentes e verbos divalentes. Não há verbos trivalentes; em vez disso, são usadas construções biclausais.
Os verbos avalentes são verbos adverbiais como "atanana" "primeiro", "hana'e" "há muito tempo", "aire" "agora", "kamunei" "amanhã", mu'it 'por muito tempo', raine 'ontem à noite' e tone 'talvez'.
Verbos bivalentes permitem um sujeito e um objeto ou complemento.
No exemplo a seguir, Kiloo é o sujeito e ani é o objeto.
| Kiloo          | ani | pase[2]:143 |
| 3s             | 1s  | bater       |
| 'Ele me bateu' |     |             |
No exemplo a seguir, ani é o sujeito e rau-rau é o complemento.
| Ani                   | mei=ni     | rau-rau-kena[2]:143 |
| 1s                    | tomar=LNK1 | RDL-bom-ver:BD      |
| ' eu vejo muito bem ' |            |                     |

## Numerais
- unu - um
- loloi - Dois
- lolitu - Três
- faata - Quatro
- lima - cinco
- douhu - Seis
- fitu - sete
- afo - Oito
- siwa - Nove
- ruru-u - dez
- ruu resi nu - onze
- ruu resi loloi - Doze
- ruu resi lolitu - Treze
- ruu resi faata - Quatorze
- ruu resi lima – Quinze

## Amostra de texto
Dili atanana lafuʼete, amuni muʼa-ouar ere liurai Iliomar. Liurai Iliomarini laʼani Diliisiʼini eʼini laʼa kilooraahaka meih. Ninoko meih uainini... tapatini u Lakuloo... u Loore hai dai, unini aiʼini lololaʼani laʼani Laiuai Laga uaiteʼe fulilaʼani Dili.

Português

Após a fundação de Díli, o proprietário da terra era o rei de Iliomar. Era o rei de Iliomar, e ele foi para Díli, ele esteve aqui e foi, e havia dois deles. Ele foi com o irmão mais novo, e assim.. separaram-se e um passou por Laculo... não, por Lore, e o outro foi directamente daqui para Laivai e Laga, e depois foram juntos para Díli.